# Heliconius doris
Espèce
Heliconius doris est une espèce de lépidoptères (papillons) de la famille des Nymphalidae et de la sous-famille des Heliconiinae. Elle est originaire d'Amérique latine.

## Description

### Papillon
L'imago d’Heliconius doris est un grand papillon aux ailes allongées et arrondies de couleur marron à bleu sombre suivant les sous-espèces, avec une ornementation de flaque de grosses taches blanches au centre des ailes antérieures, et aux ailes postérieures une partie basale soit orange, soit bleue.

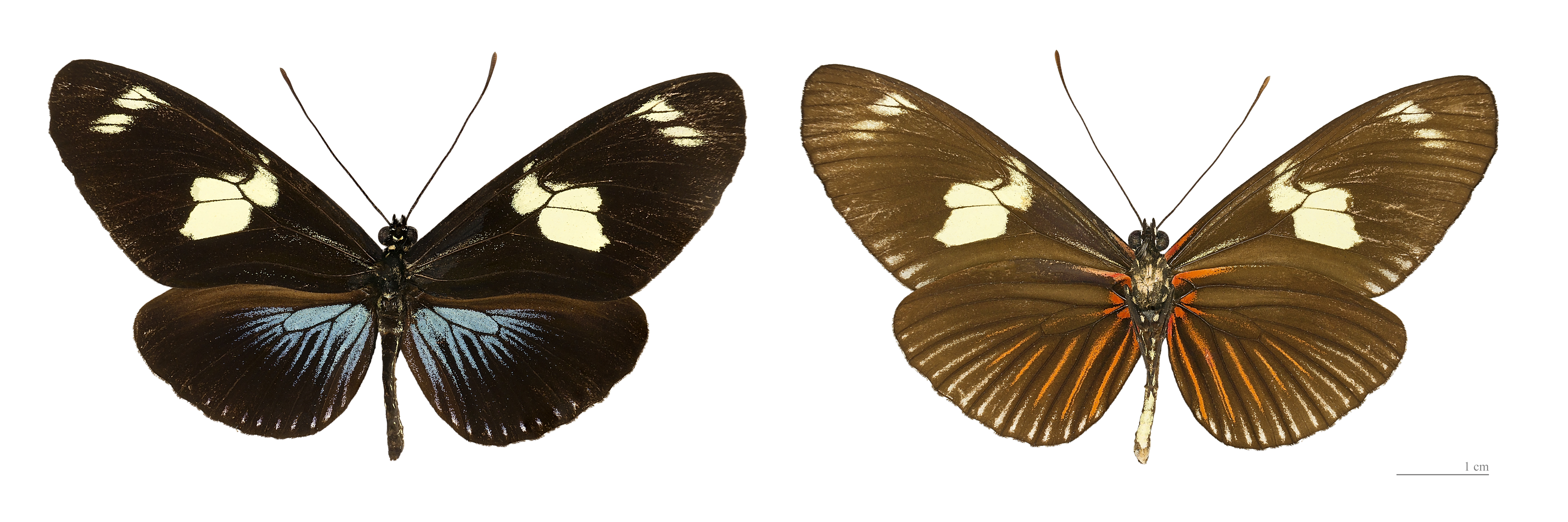
Heliconius doris doris
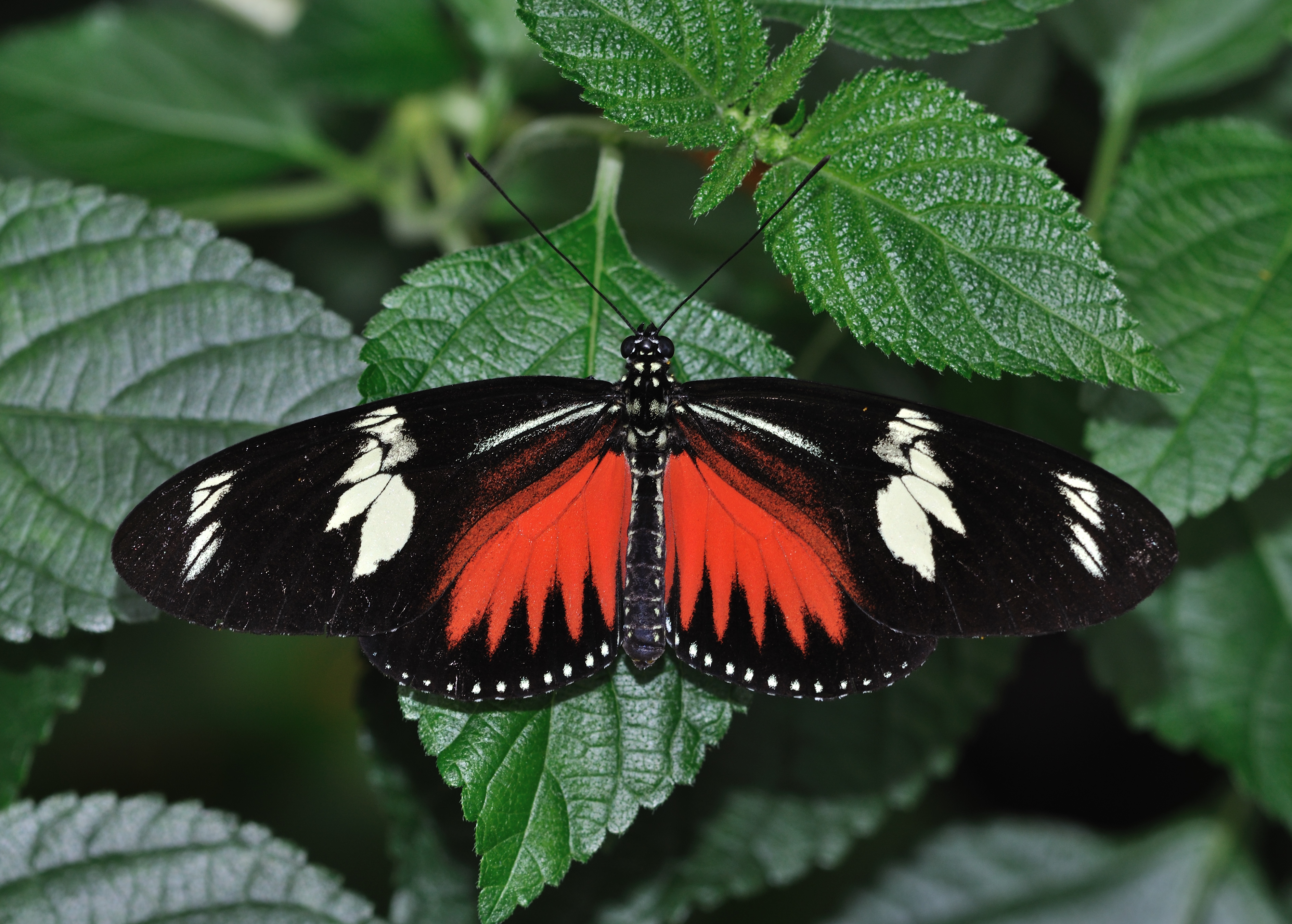
Heliconius doris viridis
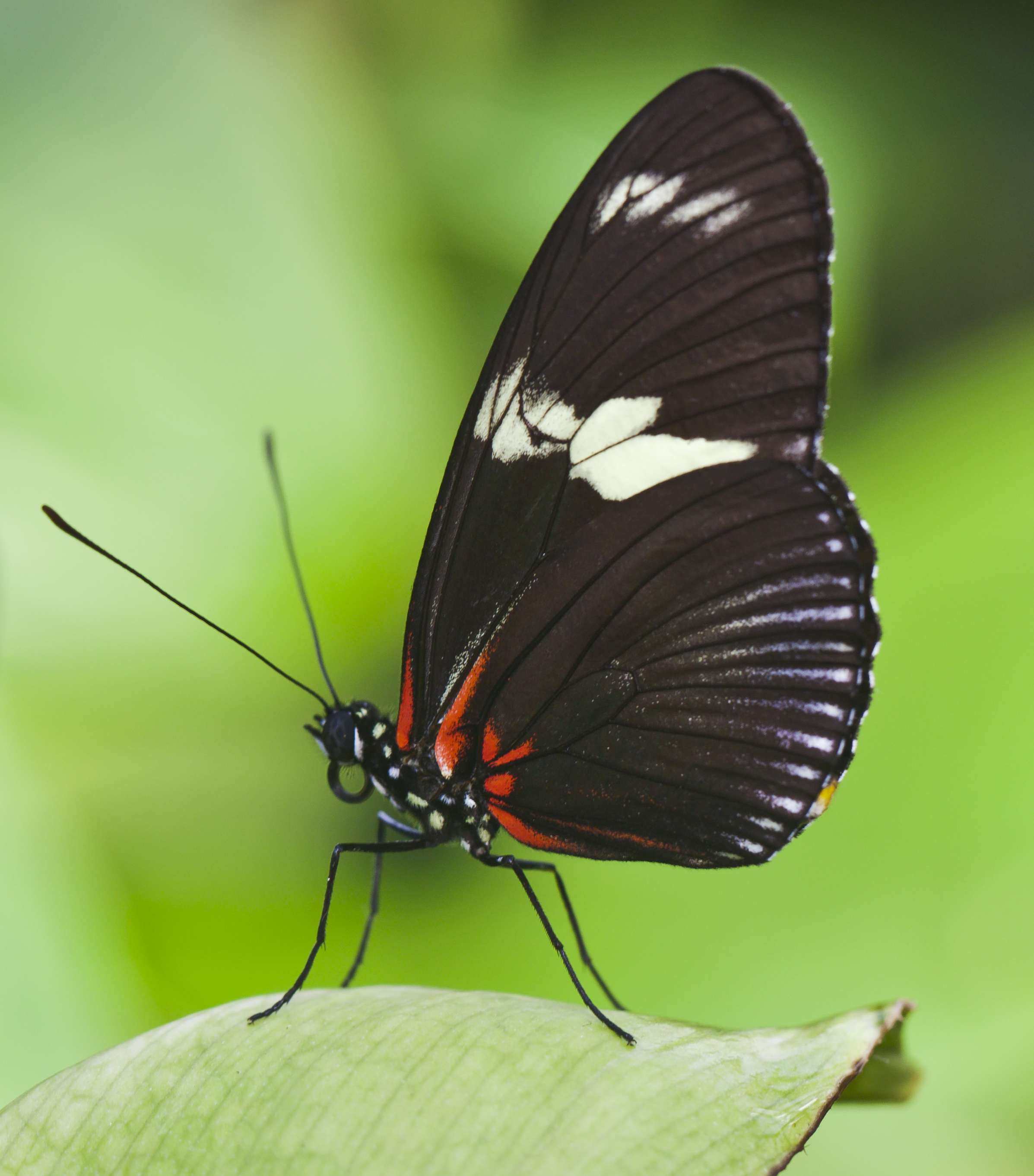
Heliconius doris viridis

### Chenille
La chenille a la tête orange avec deux cornes noires ; son corps est blanc taché de noir.

## Biologie
L'imago a une durée de vie de plus de neuf mois.
Les plantes hôtes sont des Passifloraceae, dont Passiflora ambigua.

## Distribution et biotopes
L'espèce est répandue sur une aire allant du Mexique à la Bolivie ; on la trouve notamment en Guyane, au Guyana, au Suriname, en Colombie, au Venezuela, au Honduras, au Panama, au Brésil, en Équateur et au Pérou.
Elle réside dans les zones ensoleillées en lisière de la forêt, jusqu'à 1200 mètres d'altitude.

## Nom vernaculaire
L'espèce est appelée Doris Longwing en anglais.

## Systématique
L'espèce actuellement appelée Heliconius doris a été décrite par le naturaliste suédois Carl von Linné en 1771 sous le nom initial de Papilio doris. Elle a longtemps été appelée Laparus doris. La localité type est le Suriname.

### Synonymie
Selon FUNET Tree of Life (10 septembre 2019) :
- Papilio doris Linnaeus, 1771 — protonyme
- Papilio quirina Cramer, [1775]
- Papilio amathusia Cramer, [1777]
- Nerëis delila Hübner, [1813]
- Migonitis crenis Hübner, 1816
- Crenis brylle Hübner, 1821
- Heliconia dorimena Doubleday, 1847
- Heliconius mars Staudinger, 1885
- Heliconius erato ab. metharmina Staudinger, 1897
- Heliconius erato ab. tecta Riffarth, 1900
- Heliconius doris-caerulea [sic] Riffarth, 1901
- Heliconius doris rubra Stichel, 1906
- Heliconius doris nigra Stichel, 1906
- Heliconius doris caeruleatus Stichel, 1906
- Heliconius doris delila f. albina Boullet & Le Cerf, 1909
- Heliconius var. le moulti Boullet & Le Cerf, 1910
- Heliconius doris doris ab. gibbsi Kaye, 1919
- Heliconius doris dialis Stichel, 1923
- Heliconius f. albescens Neustetter, 1926

### Sous-espèces
Plusieurs sous-espèces sont reconnues :
- Heliconius doris doris (Linnaeus, 1771) — en Guyane, en Guyana, au Suriname, en Colombie, en Bolivie, au Brésil et au Pérou.
- Heliconius doris obscurus Weymer, 1891 — en Colombie et en Équateur.
- Heliconius doris delila (Hübner, [1813])
- Heliconius doris viridis Staudinger, 1885 — du Mexique à Panama[4].
- Heliconius doris dives (Oberthür, 1920) — au Venezuela et en Colombie.